# Krzysztof Kocel
Krzysztof Józef Kocel (ur. 12 października 1950 we Wrocławiu) – polski prawnik, wykładowca akademicki, dyplomata. Ambasador w Kambodży (1992–1994), Wietnamie (1994–1997), przy Radzie Europy (2001–2005) i UNESCO (2009–2013).

## Życiorys
Ukończył studia prawnicze na Uniwersytecie Łódzkim, gdzie w 1970 rozpoczął pracę w Katedrze Prawa Międzynarodowego i Stosunków Międzynarodowych. W 1984 uzyskał stopień doktora nauk prawnych w zakresie prawa humanitarnego na podstawie pracy Zakres zastosowania międzynarodowego prawa humanitarnego w konfliktach niemiędzynarodowych.
Redaktor naczelny Wiadomości Dnia (1990–1991). W 1991 rozpoczął pracę w Kancelarii Prezesa Rady Ministrów jako dyrektor Departamentu Integracji Europejskiej. Rok później dołączył do służby zagranicznej, specjalizując się w dyplomacji wielostronnej. Pełnił m.in. funkcje ambasadora w Kambodży (1992–1994), Wietnamie (1994–1997), przy Radzie Europy (gdzie w 2005 był odpowiedzialny za organizację w Polsce III szczytu Rady Europy) i UNESCO, zastępcy dyrektora Departamentu Afryki, Azji, Australii i Pacyfiku (1997–1998) oraz dyrektora Departamentu Instytucji Europejskich i Polityki Regionalnej (1998–2001). Reprezentant ad hoc Polski przy licznych organizacjach międzynarodowych (np. Radzie Państw Morza Bałtyckiego i Inicjatywie Środkowoeuropejskiej). W 2017 przeszedł na emeryturę.
Żonaty, ma syna. Posługuje się angielskim, francuskim i rosyjskim.